# Sylvain Salnave
Sylvain Salnave (ur. 7 lutego 1826 w Cap-Haïtien, zm. 15 stycznia 1870 w Port-au-Prince) – haitański polityk, generał, 9. prezydent Haiti (4 maja 1867 – 27 grudnia 1869). Zginął tragicznie podczas zamachu stanu. Próbował uciec do Dominikany, jednakże władze tego kraju wydały go powstańcom. 15 stycznia 1870 został postawiony przed sądem wojennym i tego samego dnia stracony w Port-au-Prince.